# One Tree Hill Volume 2
One Tree Hill Volume 2, è il secondo cd, contenente 15 tracce, dalla terza e quarta stagione della serie televisiva One Tree Hill.

## Tracce
1. Feeling A Moment - Feeder
2. The Mixed Tape - Jack's Mannequin
3. Be Yourself - Audioslave
4. Always Love - Nada Surf
5. Jealous Guy - Gavin DeGraw
6. Son's Gonna Rise - Citizen Cope
7. Middle of Nowhere - Hot Hot Heat
8. Missing You - Tyler Hilton
9. Light Years Away - Mozella
10. Please Please Please - Shout Out Louds
11. I've Got A Dark Alley And A Bad Idea... - Fall Out Boy
12. 23 - Jimmy Eat World
13. Halo - Haley James Scott
14. Coffee & Cigarettes - Michelle Featherstone
15. For Blue Skies - Strays Don't Sleep